# Tréjouls
Tréjouls é uma comuna francesa na região administrativa de Occitânia, no departamento de Tarn-et-Garonne. Estende-se por uma área de 13,86 km². Em 2010 a comuna tinha 250 habitantes (densidade: 18 hab./km²).